# Moritz von Bellegarde
Graf Moritz von Bellegarde (* 1743 in Chambéry in Savoyen; † 28. Januar 1792 auf der Rückreise von Italien nach Sachsen) war sächsischer Generalleutnant.
Seine Eltern waren der sächsische Generalleutnant Graf Claudius Maria von Bellegarde (* 1700; † 26. Februar 1755) und dessen Ehefrau der Maria Aurora von Rutowski (* 1706) geschiedene Bielinski, eine natürliche Tochter König August II. Der sächsische Kriegsminister Johann Franz von Bellegarde (1707–1769) war sein Onkel.
Er diente bei der Garde du Corps. Er wurde 1749 Leutnant, 1752 Rittmeister, 1756 Major und 1763 Oberstleutnant. Am 2. Oktober 1777 wurde er Oberst und Kommandeur. Im Jahr 1784 zum Generalmajor befördert und wurde er am 24. Februar 1786 Chef das Kürassierregiments (Rex). Anschließend war er ab dem 28. November 1788 Generalinspekteur der Kavallerie und wurde am 30. Dezember 1790 zum Generalleutnant befördert.
Als Generalinspekteur erwarb er sich große Verdienste um die sächsische Reiterei. Seine Reit- und Exerzier-Instruktionen galten noch lange Zeit. Er starb überraschend 1792 nach einem Besuch in Chambéry.
Im Bayerischen Erbfolgekrieg war am 30. Juli 1778 im Gefecht bei Gießhügel. Er wurde bei einem Erkundungsritt gefangen genommen, aber erst nachdem er vier österreichische Reiter mit eigener Hand niedergehauen hatte.